# Seiça
Seiça ist eine Gemeinde (Freguesia) im portugiesischen Kreis Ourém. In ihr leben 1879 Einwohner (Stand 19. April 2021).
Seiça liegt an der Linha do Norte.